# Cégautóadó
A cégautóadó a nem kizárólagosan magáncélra használt személygépkocsik után fizetendő adó. 2009 előtt útnyilvántartás vezetésével részben elkerülhető volt, azóta viszont mindenkinek meg kell fizetnie:
- a cégeknek, minden céges autó után (saját tulajdonú vagy bérelt / lízingelt),
- egyéni vállalkozóknak (kivéve ha az 500 km-es átalány-elszámolást választja),
- magánszemélyeknek, akik magánautójuk használatát elszámolják a cégüknek,
- háziorvosoknak, akik nem vezetnek útnyilvántartást.

A cégautóadót minden esetben az autó tulajdonosának kell megfizetnie. Az ebből származó adóbevétel teljes egészében a központi költségvetést illeti, és az éves költségvetési törvényben sem kerül „visszahagyásra” a települési önkormányzatok részére, ellentétben például magával a „rendes” gépjárműadóval. 
A cégautóadót negyedévenként önadózással kell megállapítani a naptári év minden olyan hónapjára, amely(ek)ben az adókötelezettség fennáll(t). A bevallást a negyedévet követő hónap 20. napjáig kell benyújtani az állami adóhatósághoz.
2013. július 1-jétől személygépkocsi tartós bérbeadásakor a cégautóadó alanya – az eddigiekkel ellentétben – nem a tulajdonos, hanem a bérbevevő lesz, azaz ugyanaz az adó alanya, mint a gépjármű adó alanya, így tartós bérlet esetén is csökkenthető lesz a cégautóadó a gépjárműadó összegével.
Ehhez fontos tisztázni a tartós bérlet fogalmát is: 

1, egyrészt egy éven túli időszakra vagy határozatlan időre adtak bérbe, 

2, másrészt a bérbe vevő üzembentartói jogát a hatósági nyilvántartásba bejegyezték.
A cégautóadó kiszámításához az interneten több cégautóadó kalkulátor is található:
- AXEL PRO Útnyilvántartó,
- Komplexauto.hu kalkulátorok.
- RoadRecord.hu.
- TOP kalkulátorok
- Cégautóadó 2013-ban érvényes változata.